# Els Boscos de Riells
Els Boscos de Riells, en alguns mapes erròniament denominats Boscos de Can Riells, és el nom d'una urbanització del terme municipal de Bigues i Riells, al Vallès Oriental. L'any 2018 hi estaven censades 168 persones.
Es tracta d'una urbanització amb un nom artificiós però ajustat a la seva realitat paisatgística. És al sud-est i a tocar del poble de Riells del Fai, al nord de Can Castanyer, al nord-oest de Can Pagès, a ponent de Can Conillo, al sud-oest de Can Mimeri i de Can Barretó i al nord-oest de Can Vileu.

## Etimologia
Es tracta d'un topònim de creació recent, de caràcter artificial, però inspirat en la presència de nombrosos boscos al sud, sud-est i est de la urbanització.